# Desa Tulakan (administrativ by i Indonesien, lat -7,48, long 111,16)
Desa Tulakan är en administrativ by i Indonesien.   Den ligger i provinsen Jawa Timur, i den västra delen av landet, 500 km öster om huvudstaden Jakarta.